# Mesadenella
Mesadenella – rodzaj roślin z rodziny storczykowatych (Orchidaceae). Obejmuje 10 gatunków występujących w Ameryce Południowej i Środkowej w takich krajach jak: Argentyna, Belize, Brazylia, Kolumbia, Kostaryka, Ekwador, Salwador, Gujana Francuska, Gwatemala, Gujana, Honduras, Meksyk, Nikaragua, Paragwaj, Peru, Wenezuela.

## Systematyka
Rodzaj sklasyfikowany do podplemienia Spiranthinae w plemieniu Cranichideae, podrodzina storczykowe (Orchidoideae), rodzina storczykowate (Orchidaceae), rząd szparagowce (Asparagales) w obrębie roślin jednoliściennych.
Wykaz gatunków
- Mesadenella angustisegmenta Garay
- Mesadenella atroviridis (Barb.Rodr.) Garay
- Mesadenella bicordata Szlach. & Kolan.
- Mesadenella cuspidata (Lindl.) Garay
- Mesadenella longipetiolata Szlach. & Kolan.
- Mesadenella meeae R.J.V.Alves
- Mesadenella peruviana Garay
- Mesadenella petenensis (L.O.Williams) Garay
- Mesadenella tonduzii (Schltr.) Pabst & Garay
- Mesadenella variegata D.E.Benn. & Christenson